# St. Ulrich (Zimmerholz)

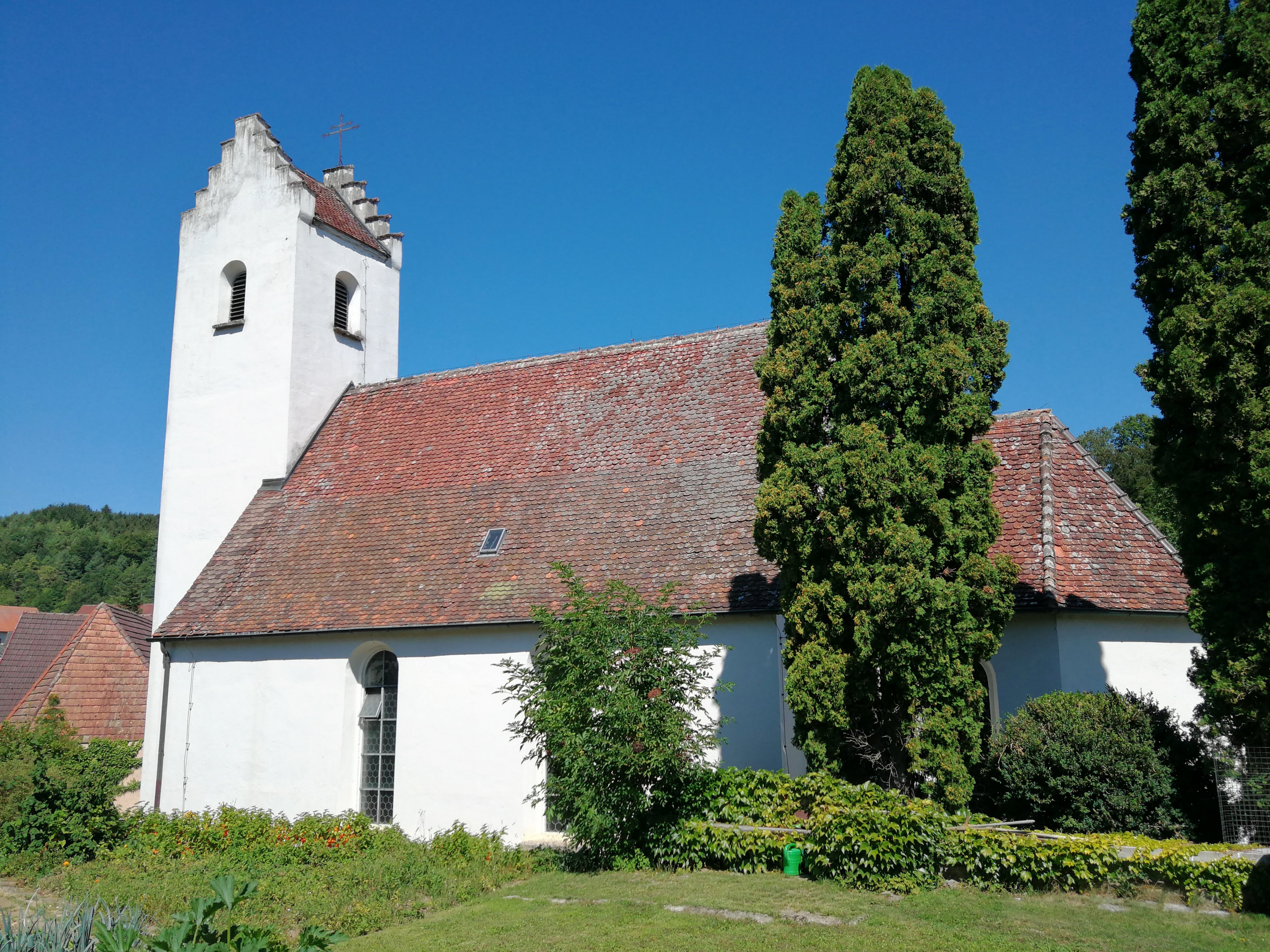
St. Ulrich in Zimmerholz

Die römisch-katholische Filialkirche St. Ulrich steht in Zimmerholz, einem Ortsteil von Engen im Landkreis Konstanz in Baden-Württemberg. Sie gehört zum Dekanat Hegau des Erzbistums Freiburg. Das Bauwerk ist beim Landesamt für Denkmalpflege Baden-Württemberg als Baudenkmal eingetragen. Kirchenpatron ist Ulrich von Zell.  

## Beschreibung

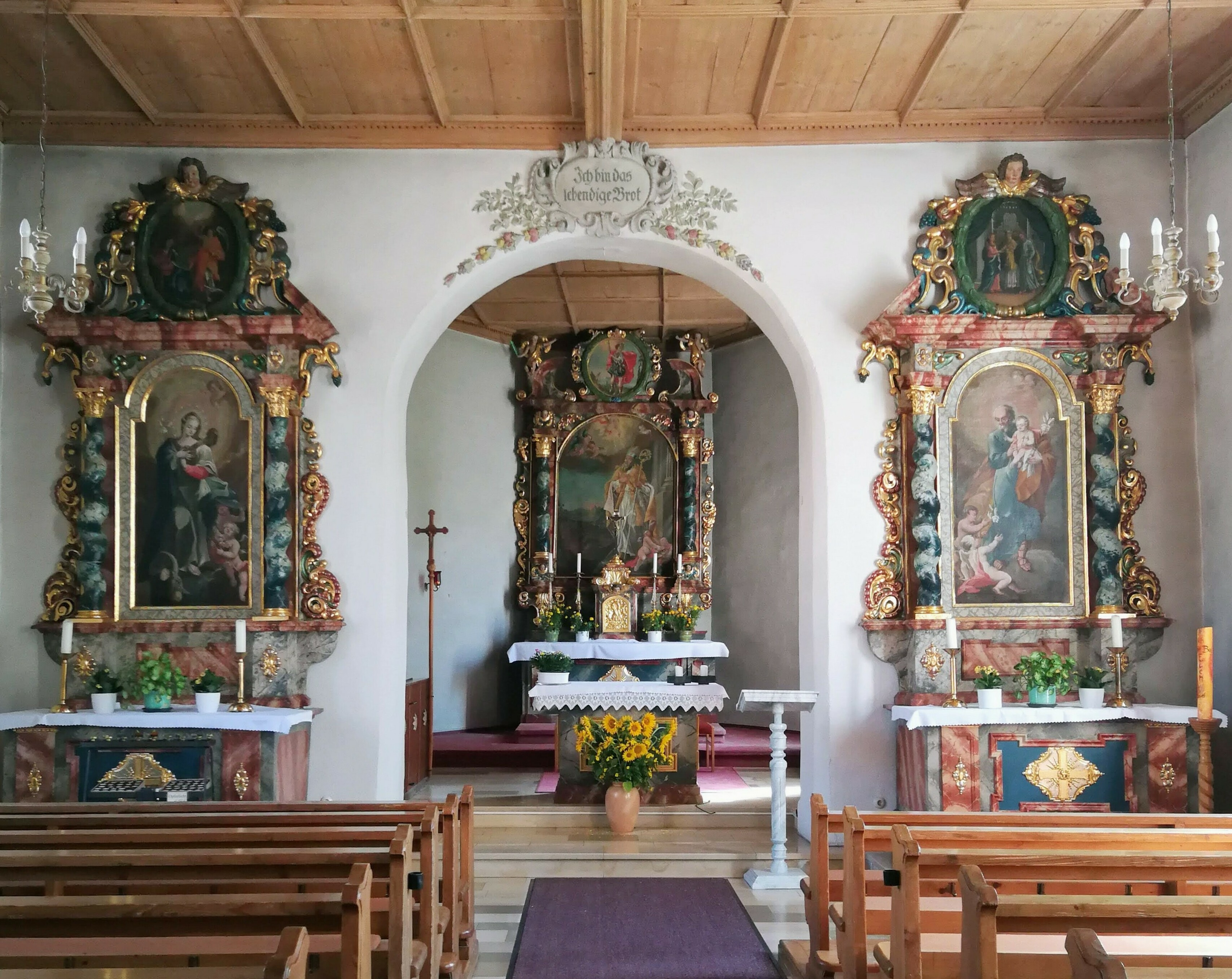
Altäre

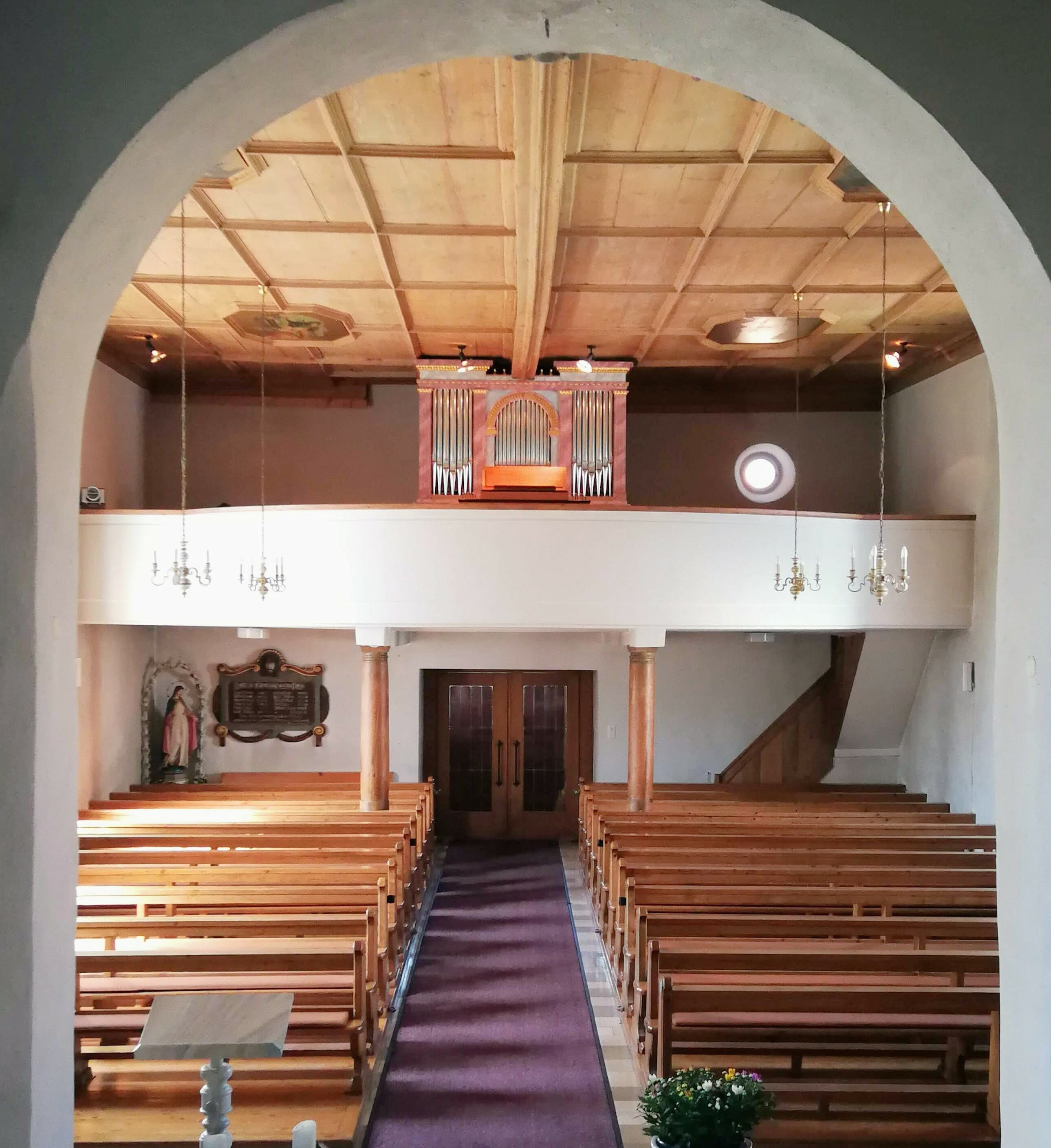
Blick zur Orgel

Die Saalkirche wurde 1661/62 errichtet. Die Kirche wurde 1979 im Inneren und 1993 im Äußeren renoviert. Sie besteht aus einem Langhaus, einem eingezogenen, dreiseitig geschlossenen Chor im Osten und einem Fassadenturm im Westen, dessen oberstes Geschoss den Glockenstuhl beherbergt, und der quer mit einem Satteldach zwischen Staffelgiebeln bedeckt ist.
Zur Kirchenausstattung gehören zwei barocke Seitenaltäre und ein um 1760 gebauter Hochaltar, auf dessen Altarretabel der heilige Ulrich dargestellt ist. Die einmanualige Orgel wurde 2006 von Hermann Weber gebaut und verfügt über neun Register.